# Amara (província)

África Oriental Italiana

Amara foi uma das seis governatoratos da África Oriental Italiana, criado ao fundir regiões habitadas pelos amaras do norte da Etiópia com porções do norte de Xoa no recém conquistado Império Etíope. Tinha Gondar como capital. Era cruzada no sentido norte-sul pela Estrada Imperial.
Foi o último reduto de guerrilha italiana contra as forças britânicas na Campanha do Leste Africano da Segunda Guerra Mundial.